# Herleva
Herleva, auch Arlette und Harlette (* 1003 in Falaise; † 1050 in Grestain), war die Mutter des späteren englischen Königs Wilhelm I.
Herleva war die Tochter eines normannischen Lohgerbers namens Fulbert de Crey und dessen Frau Doda aus Falaise.
Aus einer Friedelehe mit dem normannischen Herzog Robert I. gingen zwei Kinder hervor, Wilhelm und Adelheid. Herleva und ihre Familie gelangten durch die Verbindung mit Robert zu Ansehen und Reichtum. Kurz nach der Geburt des zweiten Kindes wurde sie 1031 mit Roberts Freund und Lehensmann, Graf Herluin von Conteville, verheiratet. Ihm gebar sie vier Töchter und zwei Söhne.
Nach Roberts Tod 1035 in Nicäa während einer Pilgerreise übernahm deren gemeinsamer, unehelicher Sohn als Wilhelm II. die Thronfolge und damit die Regentschaft über die Normandie. Wilhelm beendete 1066 die angelsächsische Herrschaft in England und wurde erster normannischer König von England.

## Nachkommen
Zusammen mit Robert I. der Normandie
- Wilhelm II./I. (1027–1087) ⚭ 1051 Mathilde von Flandern
- Adelheid (1030–1082) ⚭ 1. Graf Enguerrand II. von Ponthieu-Aumale († 1053) | ⚭ 2. Graf Lambert von Lens-Aumale († 1054 gefallen) | ⚭ 3. Graf Odo III. von Aumale und Lord von Holderness († 1096)

Zusammen mit Graf Herluin von Conteville.
- Robert von Mortain (1031–1090) ⚭ Mathilde von Montgommery
- Emma (* 1032) ⚭ Richard Goz, Vizegraf von Avranches
- Isabella (* 1033)
- Odo, Bischof von Bayeux (1035–1097) ⚭ Johanna von Bayeux
- Muriel (* 1038)
- Mathilde (* 1039)